# Лют, Вольфганг
Вольфганг Лют (нем. Wolfgang Lüth; 15 октября 1913 — 13 мая 1945) — немецкий подводник времён Второй мировой войны, кавалер Рыцарского креста Железного креста с дубовыми листьями, мечами и бриллиантами, один из наиболее результативных командиров-подводников кригсмарине.

## Биография
Родился 15 октября 1913 года в Риге.
В апреле 1933 года вступил в кригсмарине.
30 декабря 1939 года назначен командиром подлодки U-9.
27 января 1940 года назначен командиром подлодки U-138.
21 октября 1940 года назначен командиром подлодки U-43.
24 октября 1940 года лейтенант цур зее Лют получил Рыцарский крест за то, что за 27 дней потопил 49 000 т.
9 мая 1942 года назначен командиром подлодки U-181.
К ноябрю 1943 года потопил 43 корабля (225 712 т) и одну подлодку союзников, став вторым по результативности подводным асом Второй мировой войны, уступив только Отто Кречмеру. За свои успехи Вольфганг Лют стал первым из двух подводников, награждённых Рыцарским крестом с дубовыми листьями, мечами и бриллиантами (второй награждённый — Альбрехт Бранди). В январе 1944 года Лют назначен командующим учебной 22-й флотилией подводных лодок кригсмарине. 1 августа 1944 года ему присвоили звание капитан цур зее и назначили его начальником военно-морского училища в Мюрвике, близ Фленсбурга, ставшего впоследствии резиденцией правительства Дёница.
Вольфганг Лют застрелен немецким часовым 13 мая 1945 года, через 5 дней после окончания войны, но до того, как было арестовано правительство Дёница. Часовой Матиас Готтлоб был оправдан, поскольку Лют не ответил на троекратный вопрос «Стой, кто идёт?». Считается, что Лют был пьян, а часовой в темноте не мог узнать его и выстрелил в направлении Люта и попал тому в голову.
Дёниц запросил у британской администрации Фленсбурга разрешения провести государственные похороны Люта, на что была получена королевская санкция. Похоронен 16 мая во Фленсбурге с воинскими почестями. Это были последние торжественные похороны в истории Третьего рейха.